# John Garcia
John Garcia (San Manuel, 4 september 1970) is een Amerikaans zanger. Zijn stem is onlosmakelijk verbonden met de muziekstroming stonerrock. Hij is een muzikant uit de Palm Desert Scene.

## Biografie

### Jeugd en Kyuss
John Garcia is geboren in San Manuel (Arizona) en verhuisde op jonge leeftijd naar Californië. Hij groeide op in Indio, ten zuiden van Palm Springs.
In 1987, toen hij nog op school zat, begon hij samen met Josh Homme, Brant Bjork en Chris Cockrell (later Nick Oliveri) de band Katzenjammer, die als snel werd vervangen door Sons of Kyuss. Die naam werd door Bjork gekozen uit het rollenspel Dungeons & Dragons. Die werd later verkort tot Kyuss.
Kyuss stond lokaal bekend om zijn "generator parties", waarbij vrienden werden uitgenodigd om 's nachts naar een stroomgenerator te komen. De band sloot zijn apparatuur dan aan op de generator en speelden de hele nacht muziek. Kyuss brak niet door, maar in de undergroundscene van Californië werd de band wel een begrip. De band bracht vijf albums uit: Wretch, Blues for the Red Sun, Welcome to Sky Valley, ...And the Circus Leaves Town en Kyuss/Queens of the Stone Age. In 1995 hield Kyuss op te bestaan.

### Slo Burn, Unida en Hermano
In 1996 vormde Garcia de stonerrockband Slo Burn. De band heeft één ep gemaakt, Amusing the Amazing. De band speelde in 1997 op Ozzfest waarna ze later dat jaar uit elkaar gingen.
Na het vertrek uit Slo Burn begon Garcia een nieuwe band genaamd Unida. Unida heeft in 1999 één ep uitgebracht samen met de band Dozer uit Zweden en één studioalbum, Coping with the Urban Coyote. Hun tweede album, The Great Divide, stond gepland voor 2001, maar is er uiteindelijk niet gekomen.
In 1998 sloot Garcia zich aan bij de band Hermano, een project van vriend en producer Dandy Brown. Ze hebben vier albums uitgebracht waarvan een live-album. Optredens van de band zijn schaars en worden gepland naast het niet-muzikale werk van de muzikanten.

### Solo (Garcia vs Garcia)
Garcia vs Garcia is een soloproject van John Garcia. Het idee om een soloplaat te maken, bestond al in de jaren 80, toen hij nog bij Kyuss speelde. Garcia gaf in 2010 aan dat het een rockalbum ging worden, waarin de "desert sound" de rode draad wordt.
Op 12 januari 2014 maakt Garcia bekend dat hij had getekend bij Napalm Records. De dagen hierna zat hij met muzikanten als Trevor Whatever, Harper Hug en Mike Neider van de band Bl'ast! in de opnamestudio Thunder Underground in Palm Springs om materiaal op te nemen. De projectnaam van dit nummer kwam naar buiten als "1974". Tom Brayton heeft er de drums voor ingespeeld.
Op 28 maart 2014 werd bekendgemaakt dat Robby Krieger van de band The Doors een gastoptreden zou verzorgen in het nummer "Her Bullets Energy" voor het aankomende album. Dit zou in juli uitkomen.

#### John Garcia (2014)
In augustus 2014 bracht John Garcia zijn eerste soloalbum uit dat onder zijn eigen naam verscheen en zijn naam als titel heeft. Hij schreef het album grotendeels zelf, op het nummer 5000 miles, geschreven door Danko Jones na. Hij kreeg bij het inspelen hulp van diverse gastmuzikanten, veelal uit eerdere bands.
De bezetting bestond uit drummer Greg Saenz, gitarist Ehren Groban en bassist Mike Pygmie.

#### The Coyote Who Spoke in Tongues (2017)
Het tweede soloalbum werd op 27 januari 2017 door Napalm Records uitgebracht. Het betrof een akoestisch album dat bestond uit nieuwe nummers en covers van zijn eerste soloalbum en zijn oude band Kyuss. Voor het album nam hij een muziekvideo op voor het nummer 'Kylie'.

### Kyuss Lives! en Vista Chino
In 2010 speelde Garcia op het Roadburn Festival als Garcia plays Kyuss, om zijn project Garcia vs Garcia te promoten. Op 20 juni 2010 speelde hij op Hellfest samen met zijn vroegere bandmaatjes Nick Oliveri en Brant Bjork de nummers Gardenia en Green Machine. Kyuss werd weer in leven geroepen en sinds november 2010 toerde de band onder de naam Kyuss Lives!. Na de aanklacht van Josh Homme tegen Garcia over het gebruik van de naam 'Kyuss' werd Kyuss Lives! veranderd in Vista Chino.
Het eerste album van Vista Chino Peace kwam in september 2013 uit.

### John Garcia & The Band of Gold
Op 9 april 2018 presenteerde Garcia een nieuwe tournee door Europa met zijn nieuwe band 'The Band of Gold'. Ook sprak hij over een nieuw album.

## Persoonlijk leven
Garcia woont nu in Morongo Valley en heeft gewerkt als dierenartsassistent na zijn tijd met Kyuss, Slo Burn en Unida. Hij is getrouwd en heeft twee kinderen.
Nadat hij vanuit Arizona naar Californië was verhuisd, woonde hij een jaar in Los Angeles. Garcia voelt zich sterk verbonden met de woestijn en zal altijd in de woestijn willen blijven wonen.
Garcia is supporter van de Americanfootballclub de Bengals.

## Discografie

### MetKyuss
| Jaar | Titel                             | Opmerkingen          |
| ---- | --------------------------------- | -------------------- |
| 1990 | Sons of Kyuss                     | Zang                 |
| 1991 | Wretch                            | Zang, tekstschrijver |
| 1992 | Blues for the Red Sun             | Zang, tekstschrijver |
| 1994 | Welcome to Sky Valley             | Zang, tekstschrijver |
| 1995 | ...And the Circus Leaves Town     | Zang, tekstschrijver |
| 1997 | Kyuss/Queens of the Stone Age     | Zang, tekstschrijver |
| 2000 | Muchas Gracias: The Best of Kyuss | Zang, tekstschrijver |

### MetSlo Burn
| Jaar | Titel               | Opmerkingen          |
| ---- | ------------------- | -------------------- |
| 1996 | Amusing the Amazing | Zang, tekstschrijver |

### MetUnida
| Jaar | Titel                                                   | Opmerkingen          |
| ---- | ------------------------------------------------------- | -------------------- |
| 1998 | The Best of Wayne-Gro/Coming Down the Mountain Split EP | Zang, tekstschrijver |
| 1999 | Coping with the Urban Coyote                            | Zang, tekstschrijver |
| 2001 | El Coyote/The Great Divide (niet uitgegeven)            | Zang, tekstschrijver |

### MetHermano
| Jaar | Titel                 | Opmerkingen          |
| ---- | --------------------- | -------------------- |
| 2002 | ...Only a Suggestion  | Zang, tekstschrijver |
| 2004 | Dare I Say...         | Zang, tekstschrijver |
| 2005 | Live at W2            | Zang, tekstschrijver |
| 2007 | ...Into the Exam Room | Zang, tekstschrijver |

### MetVista Chino
| Jaar | Titel | Opmerkingen          |
| ---- | ----- | -------------------- |
| 2013 | Peace | Zang, tekstschrijver |

### Soloalbums
| Jaar | Titel                           | Opmerkingen                       |
| ---- | ------------------------------- | --------------------------------- |
| 2014 | John Garcia                     | tekst schrijver, zang, componist  |
| 2017 | The Coyote Who Spoke in Tongues | tekst schrijver, zang, componist. |